# MEGAL pipeline
Le gazoduc MEGAL (en allemand : Mittel-Europäische-Gasleitung) est un important réseau de gazoducs traversant l'Allemagne de ses frontières autrichienne et tchèque à la frontière franco-allemande.

## Histoire
La construction a commencé en 1975 lorsque Ruhrgas et Gaz de France ont formé un partenariat, la Mittel-Europäische-Gasleitungsgesellschaft pour le transport du gaz naturel russe vers le sud de l'Allemagne et la France. Le pipeline a été mis en service en 1980. Le pipeline a coûté 634 mio €.
En juillet 2009, la Commission européenne a infligé à GDF Suez, devenu Engie et E.ON. une amende de 553 € millions chacun pour entente illicite liée au pipeline MEGAL. En effet, les responsables de la Commission ont affirmé que dans les années 1970, les sociétés prédécesseurs des deux groupes - Gaz de France et Ruhrgas - avaient conclu un accord, s'engageant à ne pas vendre le gaz envoyé via MEGAL sur les marchés nationaux de l'autre. La Commission a allégué que les entreprises avaient maintenu ces accords après la libéralisation des marchés européens du gaz alors qu'elles savaient que cet  accord de 1975 violait les règles de concurrence sur le marché européen. Il s'agit de la deuxième amende la plus importante infligée par la Commission européenne et la première dans le secteur de l'énergie,. La décision fut contestée par les deux sociétés soutenant que l'accord était licite au moment ou il a été conclu, les règles applicables en matière commerciale en 1975 ayant été modifiées des années ensuite pour devenir les règles européennes actuelles, Néanmoins, l'accord dut être abandonné en 2005.

## Description technique
Le réseau de pipelines s'étend sur 1115 km de long. Il comprend deux gazoducs interconnectés : MEGAL Nord et MEGAL Süd. Le gazoduc MEGAL Nord est composé de deux gazoducs parallèles d'une longueur de respectivement 459 km et 449 km de Waidhaus à Medelsheim. Il fonctionne à une pression de 80 bar (1 160 psi), assurée par trois stations de compression. La capacité du pipeline est de 22 milliards de mètres cubes  de gaz naturel par an, soit un peu plus de 60 millions de mètres cubes par jour.
Les 167 km du pipeline MEGAL Süd entre Oberkappel et Schwandorf sont exploités à une pression de 67,5 bar (979 psi), assurée par deux stations de compression. La canalisation de liaison entre MEGAL Nord et MEGAL Süd fait 40km de long, et relie Rothenstadt et Schwandorf.
Le gazoduc MEGAL croise le gazoduc Trans Europa Naturgas et le gazoduc Remich à Mittelbrunn, le METG gazoduc partant de Gernsheim à la frontière germano-néerlandaise, et allant dans la zone industrielle de la Ruhr à Rimpar.

## Propriétaires
Le gazoduc est détenu par Open Grid Europe (51 %) et GRTgaz Deutschland (filiale de GRTgaz – 49 %). Il est exploité par Open Grid Europe.

## Nots et références
1. 1 2  (en) Amarendra Bhushan, « European Union fines E.On AG and GDF Suez euro553 million each for Megal pipeline for breaking antitrust regulations », CEOWORLD magazine,‎ 8 juillet 2009 (lire en ligne [archive du 13 juillet 2009])
2. ↑  « Landmarks in history » [archive du 16 juillet 2007], Gazprom Export (consulté le 14 juin 2008)
3. 1 2 3 4  (en) Nikki Tait, « Brussels fines GDF and Eon €1.1bn », Financial Times,‎ 8 juillet 2009 (lire en ligne, consulté le 8 juillet 2009)
4. 1 2  (en) Ian Traynor, « Brussels levies €1.1bn fine on gas pact pair », The Guardian,‎ 8 juillet 2009 (lire en ligne, consulté le 8 juillet 2009)
5. ↑  
(en) Peter Dinkloh, Marie Maitre et Muriel Boselli, « EU cracks down on gas dominance of E.ON, GDF Suez », Reuters,‎ 8 juillet 2009 (lire en ligne, consulté le 8 juillet 2009)
6. 1 2 3 4  
« MEGAL Pipeline System » [archive du 18 juin 2011], GRTgaz Deutschland GmbH (consulté le 28 mars 2010)
7. ↑  Doris Leblond, « EC presses E.On, Gaz de France about antitrust practice », Oil & Gas Journal, PennWell Corporation, vol. 106,‎ 13 juin 2008 (lire en ligne, consulté le 14 juin 2008)